# Ernst Hodel junior

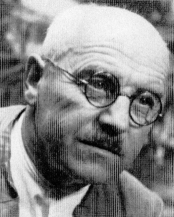
Ernst Hodel Junior 1881–1955

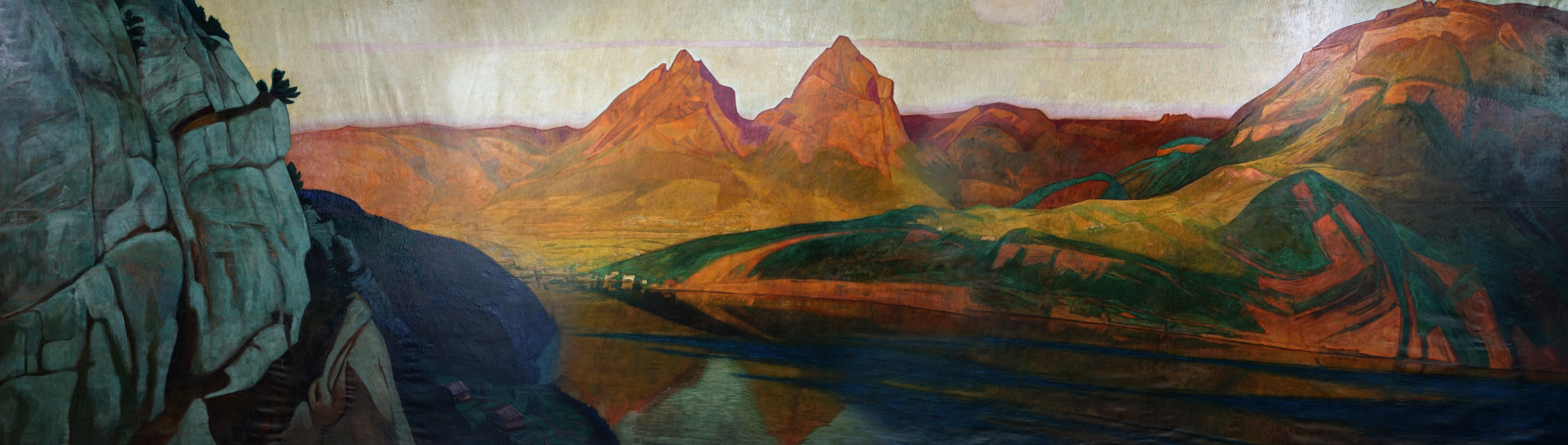
Wandgemälde, Vierwaldstättersee, Bahnhof Basel SBB

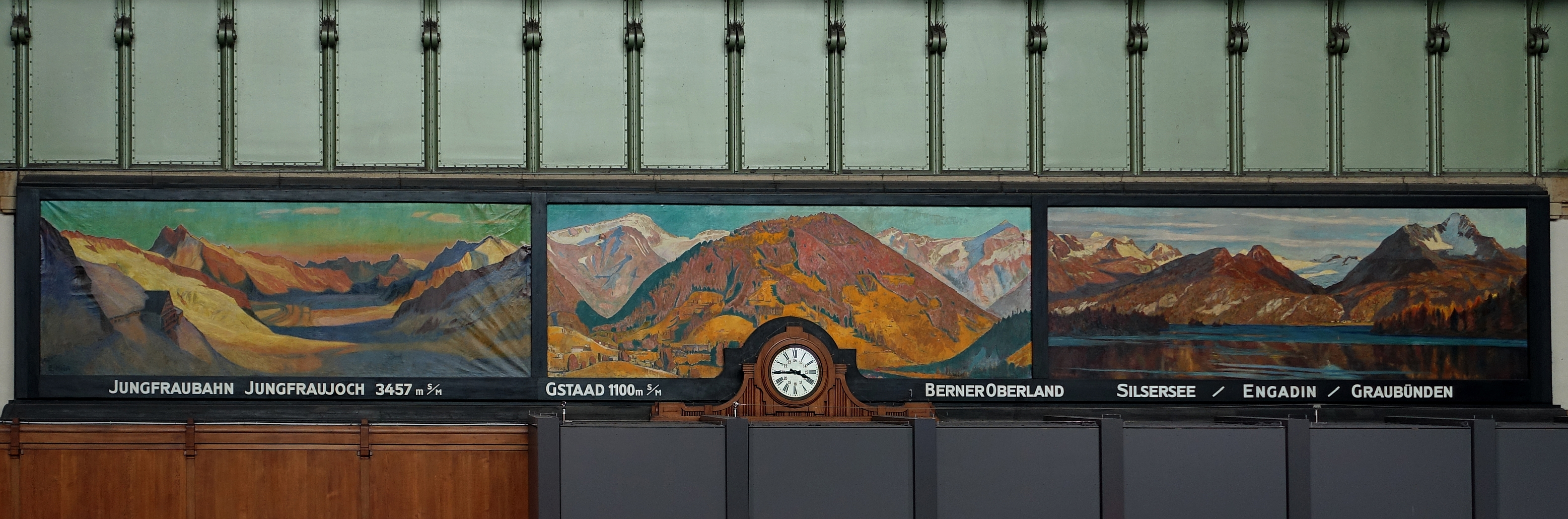
Dreiteiliges Wandgemälde, Bahnhof Basel SBB

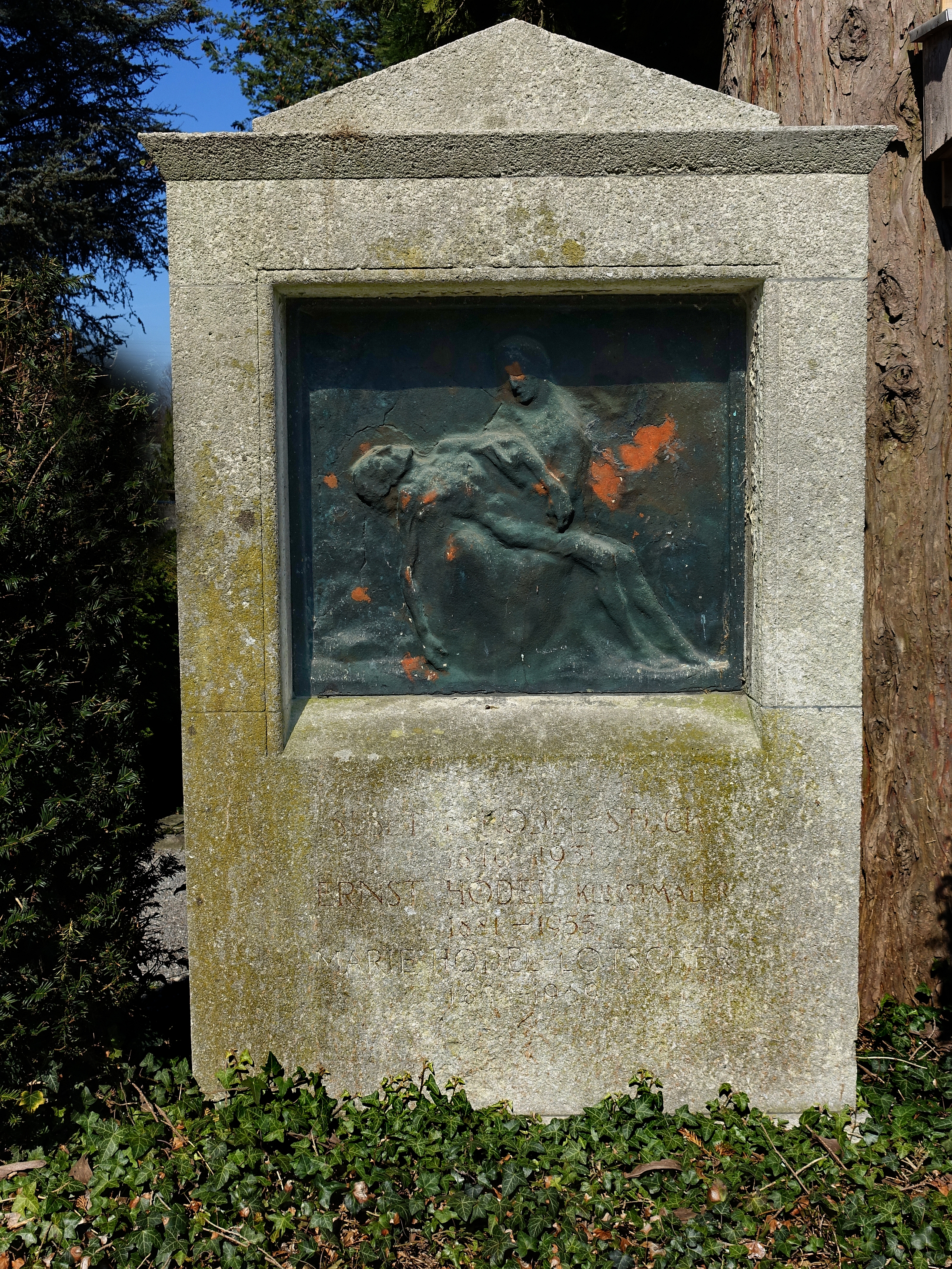
Familiengrab auf dem Friedhof Friedental

Ernst Hodel junior (* 29. Juli 1881 in Luzern; † 5. Oktober 1955 ebenda) war ein Schweizer Maler und Sohn des Landschaftsmalers Ernst Hodel senior.

## Leben und Schaffen
Ernst Hodel erhielt seine künstlerische Ausbildung an der Königlichen Bayerischen Akademie der Bildenden Künste in München. Nach verschiedenen längeren Studienaufenthalten in Paris und Mailand kehrte er in die Schweiz zurück. Als Künstler war er eher konservativ und malte in erster Linie ländliche Szenen.
Im Bahnhof Basel SBB befinden sich zwei von Hodel gemalte Wandbilder, darunter ein fünf mal fünfzehn Meter grosses Gemälde vom Vierwaldstättersee. Im Weiteren vervollständigte er die von seinem Vater ins Leben gerufene Ausstellung grossflächiger Alpenpanoramabilder im Alpineum Luzern.
Seine letzte Ruhestätte fand er auf dem Friedhof Friedental.